# Batman: New Times
Pour plus de détails, voir Fiche technique et Distribution.
Batman: New Times est un film d'animation américain réalisé par Jeffery Scheetz en 2005. Il peint une version de Batman avec des personnages ressemblant aux Legos.

## Synopsis
Alors que Bruce Wayne dirige un festin dans son manoir, il reçoit un appel du commissaire Gordon qui lui informe que le Joker s'est évadé une nouvelle fois de l'asile psychiatrique d'Arkham. 

## Voix originales
- Adam West : Bruce Wayne/Batman
- Joshua Adams : Dick Grayson/Robin
- Alan Shearman : Alfred Pennyworth
- Mark Hamill : Joker
- Courtney Thorne-Smith : Catwoman/Ms. Kitka Karenska
- Dick Van Dyke : James Gordon
- Sean Fitzsimmons : Harvey Bullock
- Anne Scheetz : Fiona Vost
- Chrissy Kiehl : Harley Quinn